# Olympische Sommerspiele 1964/Kanu
Bei den XVIII. Olympischen Sommerspielen 1964 in Tokio wurden insgesamt sieben Kanuwettbewerbe ausgetragen, davon fünf für Männer und zwei für Frauen. Die Wettbewerbe hatten insgesamt 145 Teilnehmer, davon 118 Männer und 27 Frauen. Die Finalrennen fanden am 22. Oktober statt. Ausgetragen wurden die Wettbewerbe auf dem Sagami-See.
Erfolgreichste Nation war wie schon vier Jahre zuvor die Sowjetunion, deren Sportler drei Goldmedaillen und eine Bronzemedaille gewannen. Mit zwei Goldmedaillen sowie je einer Silber- und Bronzemedaille belegte die gesamtdeutsche Mannschaft den zweiten Platz im Medaillenspiegel. Dabei gelangen sowohl Jürgen Eschert im Einer-Canadier über die 1000-Meter-Distanz als auch Roswitha Esser und Annemarie Zimmermann-Weber im Zweier-Kajak auf der 500-Meter-Strecke der Olympiasieg. Die schwedischen Kanuten bildeten die drittstärkste Nation: sie gewannen die beiden übrigen Goldmedaillen, im Einer-Kajak und im Zweier-Kajak bei den Männern.

## Bilanz

### Medaillenspiegel
| Platz | Land               | Gold | Silber | Bronze | Gesamt |
| ----- | ------------------ | ---- | ------ | ------ | ------ |
| 1     | Sowjetunion        | 3    | –      | 1      | 4      |
| 2     | Deutschland        | 2    | 1      | 1      | 4      |
| 3     | Schweden           | 2    | –      | –      | 2      |
| 4     | Rumänien           | –    | 2      | 3      | 5      |
| 5     | Vereinigte Staaten | –    | 1      | 1      | 2      |
| 6     | Frankreich         | –    | 1      | –      | 1      |
| 6     | Niederlande        | –    | 1      | –      | 1      |
| 6     | Ungarn             | –    | 1      | –      | 1      |
| 9     | Dänemark           | –    | –      | 1      | 1      |

### Medaillengewinner
| Konkurrenz             | Gold                                                                                  | Silber                                                                        | Bronze                                                               |
| ---------------------- | ------------------------------------------------------------------------------------- | ----------------------------------------------------------------------------- | -------------------------------------------------------------------- |
| Einer-Kajak 1000 m     | Rolf Peterson                                                                         | Mihály Hesz                                                                   | Aurel Vernescu                                                       |
| Zweier-Kajak 1000 m    | Schweden Sven-Olov Sjödelius Gunnar Utterberg                                         | Niederlande Antonius Geurts Paul Hoekstra                                     | Deutschland Heinz Büker Holger Zander                                |
| Vierer-Kajak 1000 m    | Sowjetunion Mykola Tschuschykow Anatoli Grischin Wjatscheslaw Ionow Wolodymyr Morosow | Deutschland Günter Perleberg Bernhard Schulze Friedhelm Wentzke Holger Zander | Rumänien Simion Cuciuc Atanasie Sciotnic Mihai Țurcaș Aurel Vernescu |
| Einer-Canadier 1000 m  | Jürgen Eschert                                                                        | Andrei Igorov                                                                 | Jewgeni Penjajew                                                     |
| Zweier-Canadier 1000 m | Sowjetunion Andrij Chimitsch Stepan Oschtschepkow                                     | Frankreich Jean Boudehen Michel Chapuis                                       | Dänemark Peer Norrbohm John Rungsted Sørensen                        |

| Konkurrenz         | Gold                                                  | Silber                                            | Bronze                               |
| ------------------ | ----------------------------------------------------- | ------------------------------------------------- | ------------------------------------ |
| Einer-Kajak 500 m  | Ljudmila Pinajewa                                     | Hilde Lauer                                       | Marcia Jones                         |
| Zweier-Kajak 500 m | Deutschland Roswitha Esser Annemarie Zimmermann-Weber | Vereinigte Staaten Francine Fox Glorianne Perrier | Rumänien Hilde Lauer Cornelia Sideri |

## Ergebnisse

### Männer

#### Einer-Kajak1000 m
| Platz | Land | Sportler        | Zeit (min) |
| ----- | ---- | --------------- | ---------- |
| 1     | SWE  | Rolf Peterson   | 3:57,13    |
| 2     | HUN  | Mihály Hesz     | 3:57,28    |
| 3     | ROU  | Aurel Vernescu  | 4:00,77    |
| 4     | EUA  | Erich Suhrbier  | 4:01,62    |
| 5     | AUT  | Gunther Pfaff   | 4:03,56    |
| 6     | NLD  | Antonius Geurts | 4:04,48    |
| 7     | DEN  | Erik Hansen     | 4:04,72    |
| 8     | GBR  | Alistair Wilson | 4:05,80    |

#### Zweier-Kajak1000 m
| Platz | Land | Sportler                             | Zeit (min) |
| ----- | ---- | ------------------------------------ | ---------- |
| 1     | SWE  | Sven-Olov Sjödelius Gunnar Utterberg | 3:38,54    |
| 2     | NLD  | Antonius Geurts Paul Hoekstra        | 3:39,30    |
| 3     | EUA  | Heinz Büker Holger Zander            | 3:40,69    |
| 4     | ROU  | Haralambie Ivanov Vasilie Nicoară    | 3:41,12    |
| 5     | HUN  | György Mészáros Imre Szöllősi        | 3:41,39    |
| 6     | ITA  | Cesare Beltrami Cesare Zilioli       | 3:43,55    |
| 7     | URS  | Erik Kalugin Ibrohim Hassanow        | 3:44,19    |
| 8     | AUS  | Gordon Jeffery Adrian Powell         | 3:44,52    |

#### Vierer-Kajak1000 m
| Platz | Land | Sportler                                                                   | Zeit (min) |
| ----- | ---- | -------------------------------------------------------------------------- | ---------- |
| 1     | URS  | Mykola Tschuschykow Anatoli Grischin Wjatscheslaw Ionow Wolodymyr Morosow  | 3:14:67    |
| 2     | EUA  | Günter Perleberg Bernhard Schulze Friedhelm Wentzke Holger Zander          | 3:15,39    |
| 3     | ROU  | Simion Cuciuc Atanasie Sciotnic Mihai Țurcaș Aurel Vernescu                | 3:15,51    |
| 4     | HUN  | Imre Kemecsey András Szente György Mészáros Imre Szöllősi                  | 3:16,24    |
| 5     | SWE  | Rolf Peterson Gunnar Utterberg Sven-Olov Sjödelius Carl von Gerber         | 3:17,47    |
| 6     | ITA  | Claudio Agnisetta Angelo Pedroni Cesare Beltrami Cesare Zilioli            | 3:19,32    |
| 7     | NLD  | Paul Hoekstra Guillaume Weijzen Theodorius van Halteren Jan Wittenberg     | 3:19,36    |
| 8     | YUG  | Dragan Desančić Aleksandar Kerčov Vladimir Ignjatijević Staniša Radmanović | 3:19,79    |

#### Einer-Canadier1000 m

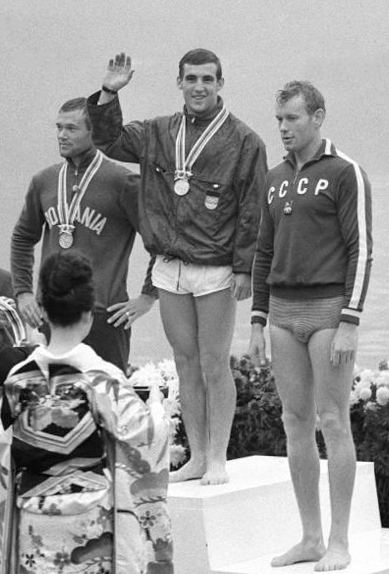
Igorov, Eschert und Penjajew bei der Siegerehrung

| Platz | Land | Sportler               | Zeit (min) |
| ----- | ---- | ---------------------- | ---------- |
| 1     | EUA  | Jürgen Eschert         | 4:35,14    |
| 2     | ROU  | Andrei Igorov          | 4:37,89    |
| 3     | URS  | Jewgeni Penjajew       | 4:38,31    |
| 4     | HUN  | András Törő            | 4:39,95    |
| 5     | SWE  | Ove Emanuelsson        | 4:42,70    |
| 6     | BUL  | Bogdan Iwanow          | 4:44,76    |
| 7     | CAN  | Paul Stahl             | 5:04,79    |
| 8     | USA  | Dennis van Valkenburgh | 5:12,55    |

#### Zweier-Canadier1000 m
| Platz | Land | Sportler                              | Zeit (min) |
| ----- | ---- | ------------------------------------- | ---------- |
| 1     | URS  | Andrij Chimitsch Stepan Oschtschepkow | 4:04,64    |
| 2     | FRA  | Jean Boudehen Michel Chapuis          | 4:06,52    |
| 3     | DEN  | Peer Norrbohm John Rungsted Sørensen  | 4:07,48    |
| 4     | HUN  | Antal Hajba Árpád Soltész             | 4:08,97    |
| 5     | ROU  | Igor Lipalit Achim Sidorov            | 4:09,88    |
| 6     | EUA  | Klaus Bohle Detlef Lewe               | 4:13,18    |
| 7     | CAN  | Andor Elbert Fred Heese               | 4:21,99    |
| 8     | TCH  | Miloslav Houzim Rudolf Pěnkava        | 4:22,89    |

### Frauen

#### Einer-Kajak500 m
| Platz | Land | Sportlerin           | Zeit (min) |
| ----- | ---- | -------------------- | ---------- |
| 1     | URS  | Ljudmila Pinajewa    | 2:12,87    |
| 2     | ROU  | Hilde Lauer          | 2:15,35    |
| 3     | USA  | Marcia Jones         | 2:15,68    |
| 4     | EUA  | Elke Felten          | 2:15,94    |
| 5     | SWE  | Else-Marie Ljungdahl | 2:16,00    |
| 6     | AUT  | Hanneliese Spitz     | 2:16,11    |
| 7     | POL  | Daniela Pilecka      | 2:17,52    |
| 8     | HUN  | Mária Róka           | 2:17,85    |

#### Zweier-Kajak500 m
| Platz | Land | Sportlerinnen                             | Zeit (min) |
| ----- | ---- | ----------------------------------------- | ---------- |
| 1     | EUA  | Roswitha Esser Annemarie Zimmermann-Weber | 1:56,95    |
| 2     | USA  | Francine Fox Glorianne Perrier            | 1:59,16    |
| 3     | ROU  | Hilde Lauer Cornelia Sideri               | 2:00,25    |
| 4     | URS  | Nina Grusinzewa Antonina Seredina         | 2:00,69    |
| 5     | DEN  | Birthe Hansen Anni Werner-Hansen          | 2:00,88    |
| 6     | SWE  | Else-Marie Ljungdahl Eva Sisth            | 2:02,24    |
| 7     | HUN  | Katalin Benkő Mária Róka                  | 2:03,67    |
| 8     | POL  | Izabella Antonowicz Daniela Pilecka       | 2:04,31    |